# Robert Larsson (konstnär)
Robert Larsson, född 9 april 1938 i Sankt Matteus församling i Stockholm, död 26 februari 2012 i Frösåkers församling i Uppsala län, var en svensk målare och skulptör. 
Larsson studerade vid Konsthögskolan i Stockholm 1958-1963. Separat ställde han ut på ett flertal platser i Sverige och han  medverkade i samlingsutställningar på Göteborgs konsthall. Larsson är representerad vid Moderna Museet i Stockholm och i Gustav VI Adolfs samling. 
Han var 1960–1970 gift med konstnären Gunnel Larsson-Lindgren.